# Abdullah al-Qasemi
Abdullah al-Qasemi (in arabo عبدالله القصيمي‎?; Burayda, 1907 – Il Cairo, 9 gennaio 1996) è stato uno scrittore e intellettuale arabo.
È uno degli intellettuali arabi più controversi a causa del suo cambiamento radicale da salafita a difensore dell'ateismo, e per i suoi scritti scettici e secolari.
Ha negato l'esistenza di Dio ed era aspramente critico verso l'Islam.
I suoi libri sono stati vietati in tutto il mondo arabo.
Dopo essere sopravvissuto a tentativi di assassinio in Egitto e in Libano, è morto di cancro presso lo Ain-Shams Hospital del Cairo, in Egitto nel 1996.

## Opere
Delle opere di Abdullah Al-Qasemi (l'elenco che segue è parziale), poche sono state tradotte.
- L'universo giudica Dio (الكون يحاكم الإله)
- L'orgoglio della storia in crisi (كبرياء التاريخ في مأزق)
- La rivoluzione Wahhabita (الثورة الوهابية)
- La coscienza dell'universo (ضمير الكون)
- Ecco le manette (هذي هي الأغلال)